# Five Guys
Five Guys Enterprises LLC is een Amerikaans fastfoodketen gericht op hamburgers, hotdogs en friet. Het eerste restaurant van Five Guys opende in 1986 in Arlington County en in 2001 was de keten uitgebreid tot vijf locaties in het hele gebied van Washington.
Begin 2003 begon de keten met franchising, een periode van snelle expansie. In anderhalf jaar tijd werden voor meer dan 300 franchiselocaties vergunningen verkocht. Vanaf 2012 had Five Guys meer dan 1.000 locaties in de Verenigde Staten en Canada, met meer dan 1.500 locaties in ontwikkeling. In die tijd was het bedrijf de snelst groeiende fastfoodketen in de Verenigde Staten, met een omzetstijging van 32,8% tussen 2010 en 2011.

## Geschiedenis

### Oprichting
Five Guys werd opgericht in 1986 door Janie en Jerry Murrell en hun 4 zonen: Jim, Matt, Chad, en Ben. De familie kreeg twee jaar na het oprichten van de zaak een vijfde zoon, Tyler. Vandaag de dag zijn alle vijf zonen bij de huidige "Five Guys", betrokken: Matt en Jim evalueren de restaurants, Chad houdt toezicht op de opleiding, Ben selecteert de franchisenemers en Tyler leidt de bakkerij.
Het eerste Five Guys restaurant zat in een winkelcentrum te Arlingtons Westmont. De hamburgerbroodjes werden in hetzelfde winkelcentrum gebakken door Brenner's Bakery. Deze locatie sloot, ten gunste van een andere in Alexandria.
Door het succes kwamen er nog enkele restaurants in Alexandria en Springfield. In 2001 waren er vijf Five Guys restaurants die succes kenden. Hierdoor werd besloten om het concept te verkopen aan Fransmart, een organisatie die zich inzet in het verkopen van franchises. Mark Moseley, die voor Fransmart werkte, speelde een sleutelrol in de expansie van Five Guys en werd daarna directeur franchise-ontwikkeling van het bedrijf nadat het zijn zakelijke relatie met Fransmart had beëindigd.

### Franchising
Begin 2003 begon de keten met franchising, waardoor de deuren werden opengezet voor snelle expansie die de aandacht trok van Amerikaanse horecaorganisaties en de Amerikaanse pers. De uitbreiding startte in Virginia en Maryland en eind 2004 waren er meer dan 300 locaties in ontwikkeling in het noordoosten van Amerika. De keten breidde zich in de jaren daarna snel uit over de hele Verenigde Staten en Canada. Anno 2024 zijn er in deze twee landen meer dan 1.500 Five Guys-restaurants te vinden.

## Europa
De eerste locatie buiten de Verenigde Staten werd geopend in het Verenigd Koninkrijk in juli 2013, in Londen op Covent Garden, één dag voor de opening van Shake Shack's eerste vestiging in het Verenigd Koninkrijk op slechts 300 meter afstand. De tweede locatie was in Reading. Anno 2024 heeft de keten 175 restaurants in het Verenigd Koninkrijk.

### Benelux

#### België
Op 20 juni 2017 kondigde Five Guys aan dat het een restaurant wilde openen in Antwerpen. De eerste vestiging van Five Guys in België opende op 15 januari 2018 op de Keyserlei in Antwerpen. In februari 2018 werd ook een locatie geopend op de Meir in Antwerpen, maar deze sloot vrij snel weer. In juli 2019 opende in City 2 te Brussel een nieuw restaurant van Five Guys.

#### Nederland
In Nederland opende op 11 december 2017 een Five Guys-restaurant op de Markt in Eindhoven en enkele maanden later bij Station Utrecht Centraal. Hierna volgden Almere, Spui in Den Haag, Tilburg en twee locaties in Rotterdam en Utrecht. De locaties in Tilburg, Almere en eentje in Rotterdam sloten in 2020 en in 2023 volgde een vestiging in Utrecht, waardoor er anno 2024 vier Five Guys-restaurants in Nederland zijn.

#### Luxemburg
Luxemburg telt een locatie in de hoofdstad Luxemburg.

### Frankrijk
In maart 2017 werd een locatie geopend in Disneyland Paris' Disney Village, ongeveer 40 km ten oosten van de Five Guys gelegen op de Champs-Élysées. Anno 2024 telt Frankrijk 35 vestigingen: Lille, Nantes, Dijon, Straatsburg, twee in Toulouse, een langs de A13, drie in de regio Auvergne-Rhône-Alpes, zeven in de regio Provence-Alpes-Côte d'Azur en 18 locaties in Île-de-France, de regio van en rond Parijs.

### Overige landen
Anno 2024 zijn er nog 35 restaurants in Duitsland, 8 in Italië, 2 in Oostenrijk, 40 in Spanje en 4 restaurants in Zwitserland te vinden.

## Menu

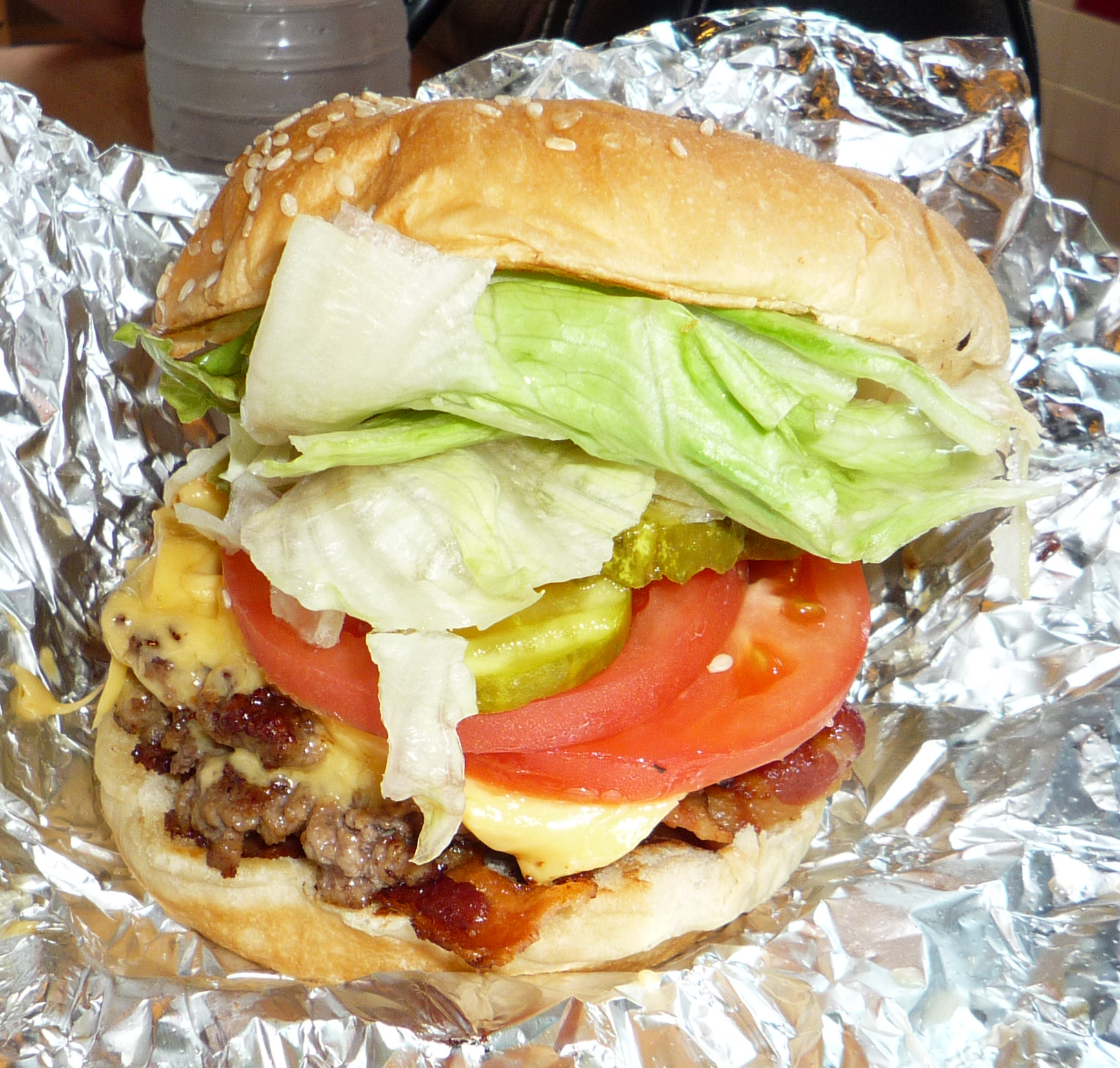
Een Five Guys' burger

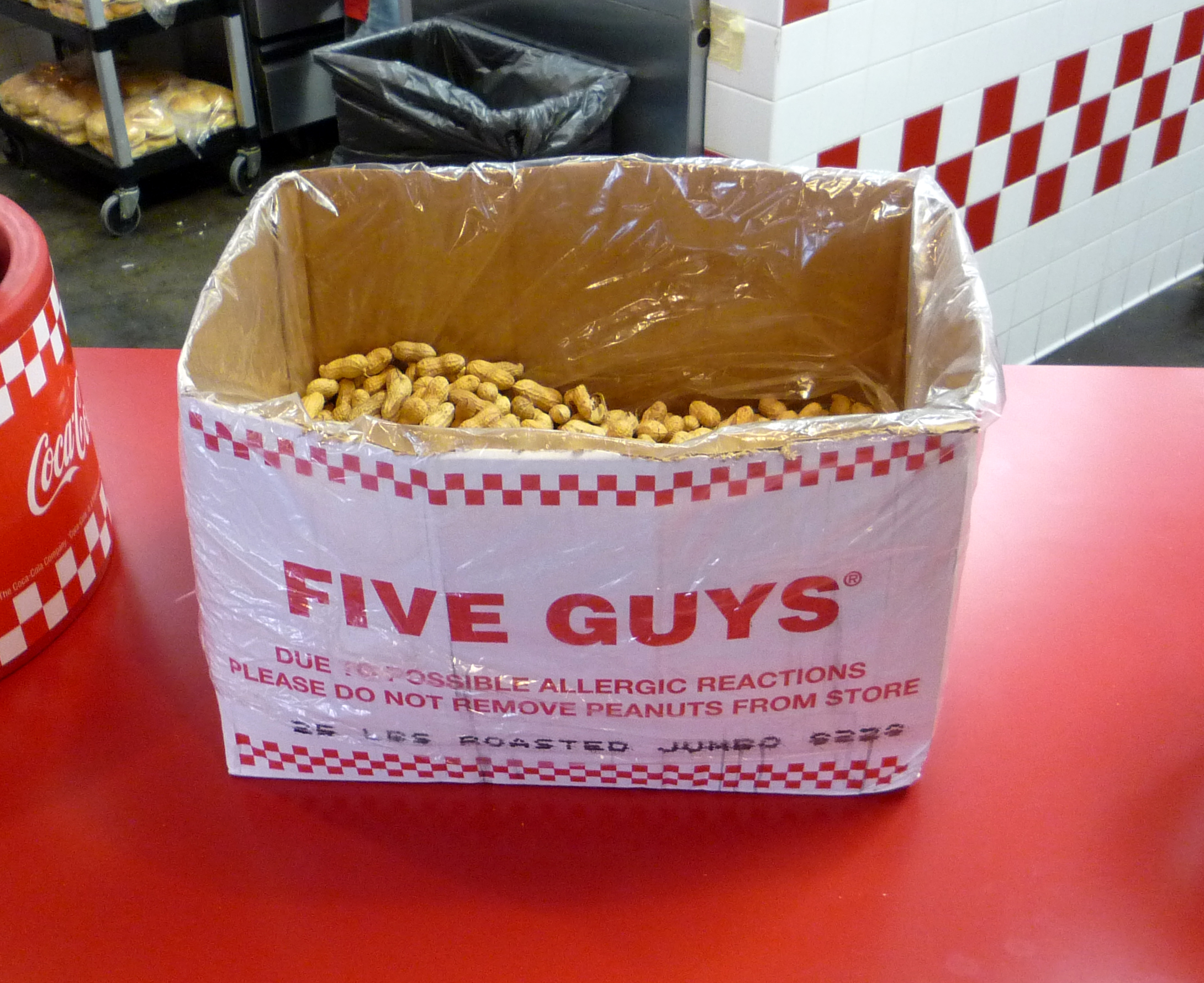
De bekende pinda's in een Five Guys restaurant

### Concept
Het menu van Five Guys is gecentreerd op de Amerikaanse hamburgers. Ze worden aangeboden met American cheese of bacon. Klanten kunnen meerdere ingrediënten mixen en matchen.
Five Guys gebruikt een hamburgerbroodje dat zoeter is en meer ei bevat dan normale hamburgerbroodjes. Dat de vers gesneden frietjes van aardappels van lokale boeren komen, is ook een kenmerkend element bij Five Guys. Als dessert verkoopt het restaurant een tiental verschillende soorten milkshakes.

#### Gratis pinda's
Tijdens het wachten op de bestelling kan de klant gratis een bakje geroosterde pinda's vullen en nuttigen.

## Restaurants

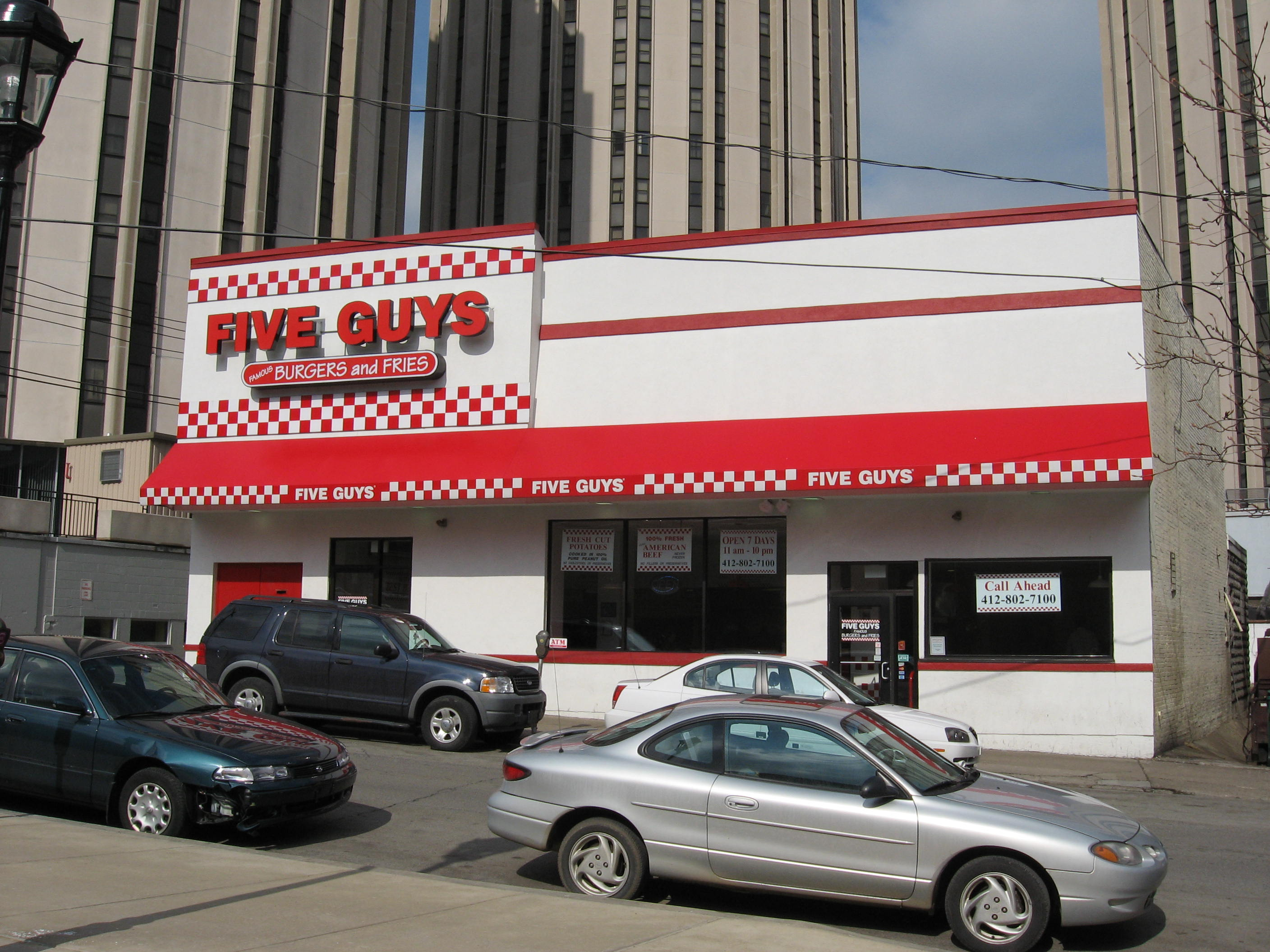
Een Five Guys restaurant

Een restaurant van Five Guys is te herkennen aan de rood-witte ruitdecoraties, open keukens, een loket voor de aankoop en een loket voor het ophalen van voedsel, en tafels en stoelen voor klanten.
Aardappelzakken worden soms gestapeld in de ruimten van de klant door een occasioneel gebrek aan opslagruimte of, in sommige franchises, om esthetische redenen.
Veel locaties bieden kurkplanken aan de wand met notitiekaarten en krijtjes voor klanten om te tekenen of, als de klant doof is, om bestellingen te plaatsen.
Werknemersposities worden weergegeven door middel van een uniform met kleurcodes: medewerkers dragen een rood T-shirt en personeelsleden die grijze/witte T-shirts/polo's dragen zijn managers, variërend van ploegleider tot algemeen manager.